# Sussex (tyúkfajta)

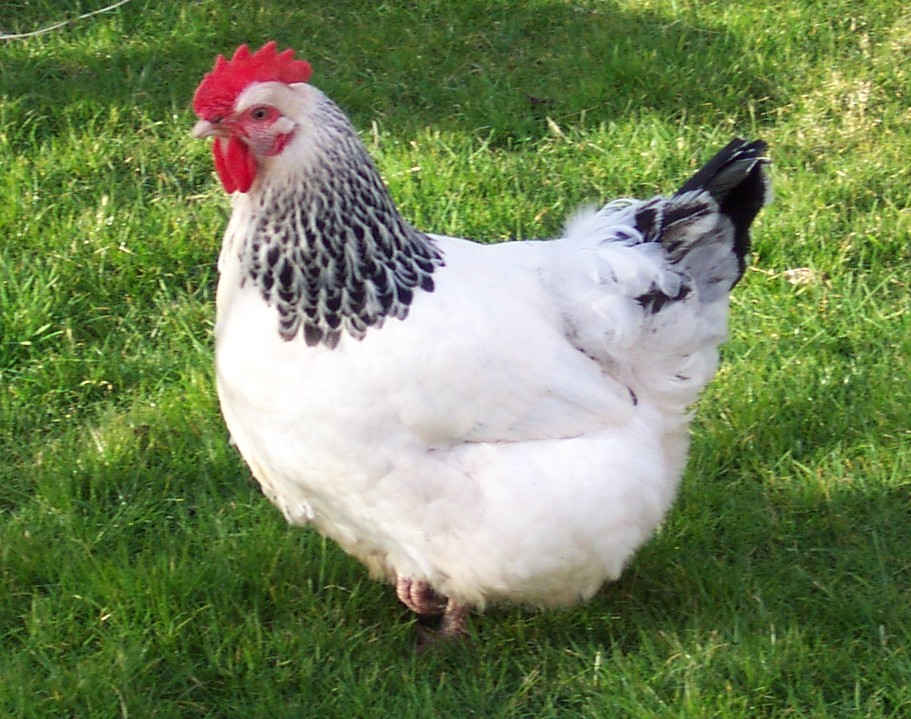
Sussex tojó (0.1)

A sussex egy tipikus kéthasznú tyúkfajta. Jó tojáshozamú és húshozamú egyaránt.

## Fajtatörténet
Angliában tenyésztették a 19. század elején. Keletkezésében részt vett a dorking, a cochin és a brahma.

## Fajtabélyegek, színváltozatok

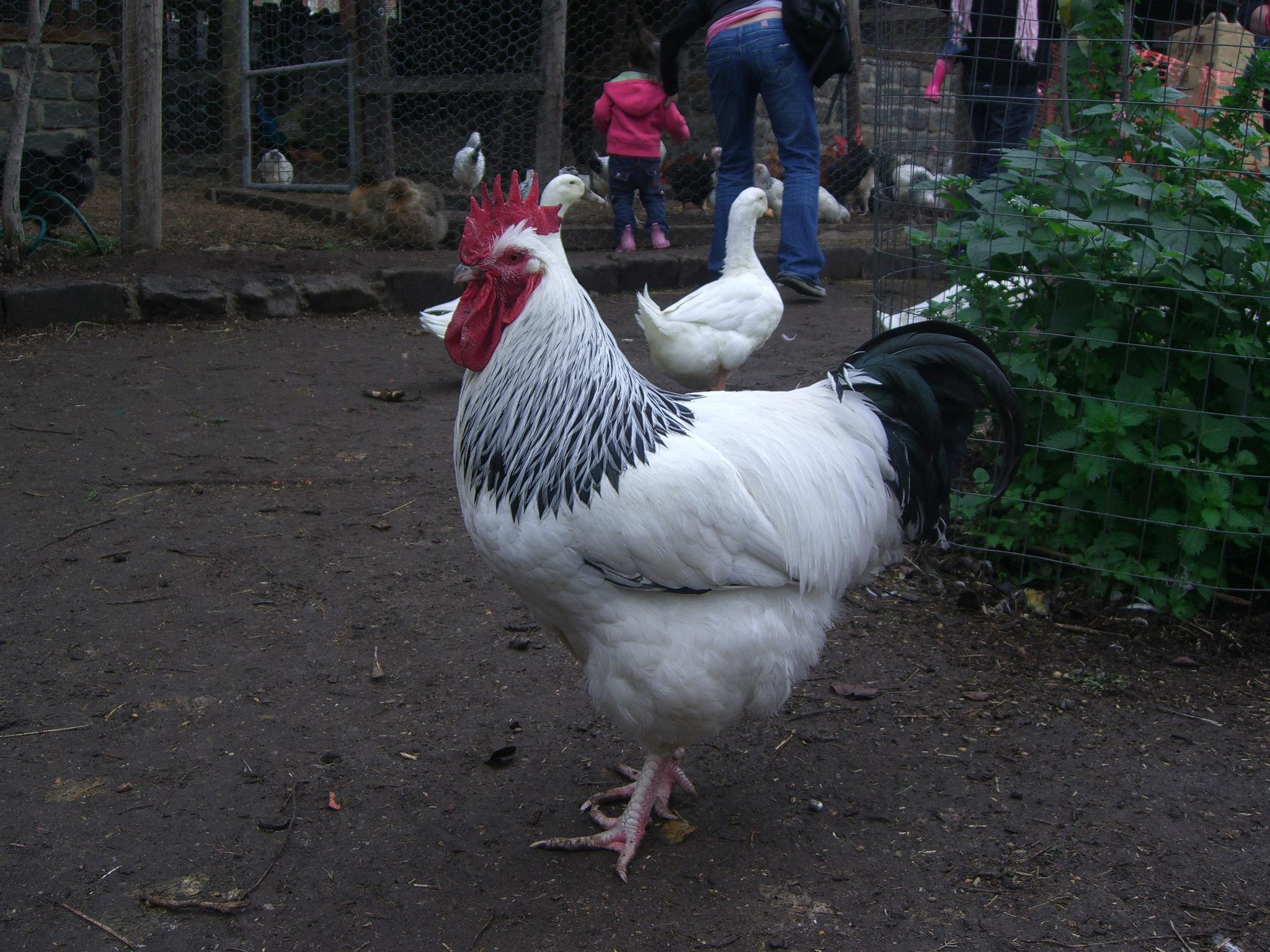
Sussex kakas (1.0)

Teste kocka alakú, háta széles, lapos. Farktollak széles, enyhén felfelé ívelő. Melltájék széles, mély. Szárnyait felhúzva és testhez simulva tartja. Fej kicsi, széles. Arca piros. Szemek vörösek. Csőre enyhén görbült, erős, hús-szarv színű. Taraj egyszerű típusú, 4-5 recével. Füllebenye gyengén fejlett, piros. Nyaka közepes méretű. Combok finom csontozatúak. Csüd hússzínű. Tollazat puha struktúrájú.
Színváltozatok: világos-columbia, kék-columbiai, sárga-columbia, vörös-columbia, barna-porcellán, fogoly, ezüst, fehér.

## Tulajdonságok
Kettőshasznú tyúkfajta, kockatesttel. Nyugodt, bizalmas fajta. Jól tűri a különféle időjárási viszonyokat. Csibék hamar nőnek, izgágák, korán ivarérettek.
| Általános tulajdonságok: | Általános tulajdonságok: |
| ------------------------ | ------------------------ |
| Súlya                    | kakas 4 kg, tojó 3 kg    |
| Gyűrűmérete              | kakas 22, tojó 20        |
| Tenyésztojás tömege      | 55 g                     |
| Tojáshéj színe           | sárga, sárgásbarna       |
| Éves tojáshozama         | 200-220 db               |

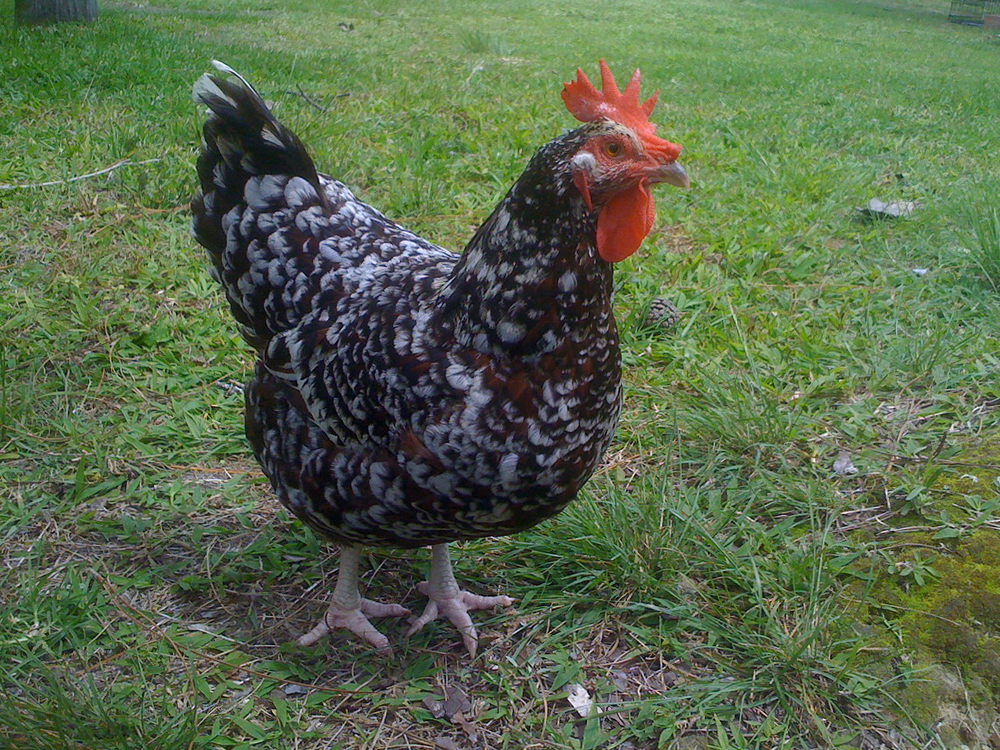
Porcelán sussex tyúk
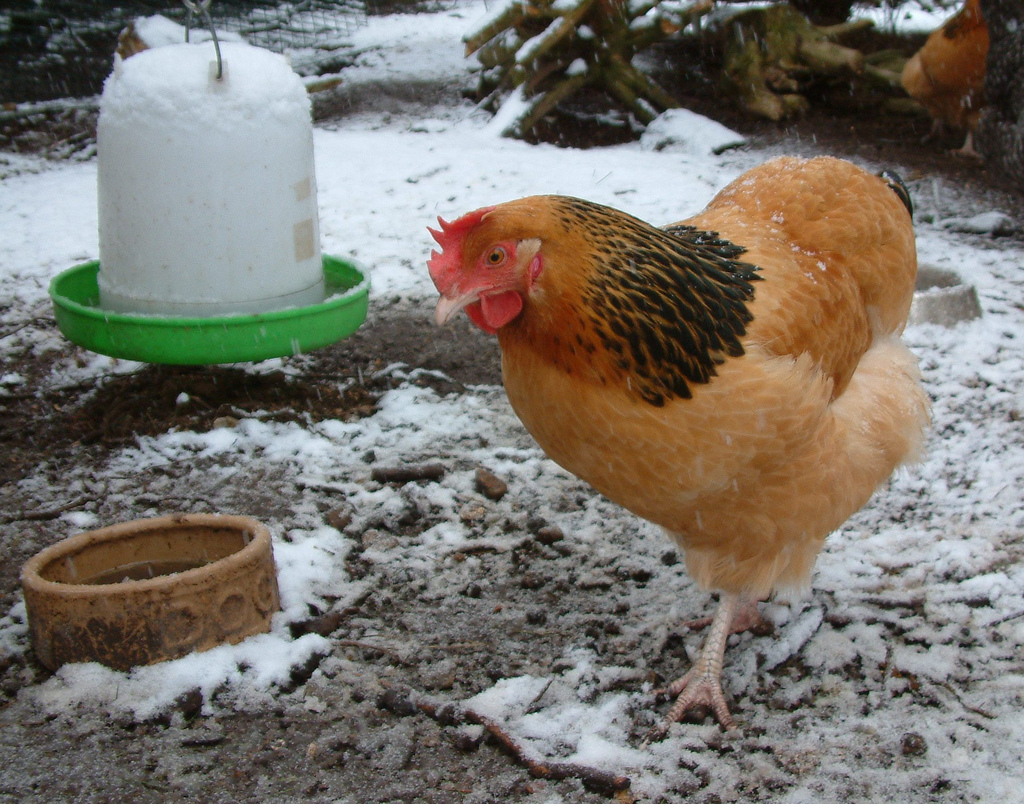
Sárga - columbia sussex tyúk